# Nido
nido（ニドー）はDragon Ashの古谷建志らによるバンド形式の音楽プロジェクトである。2003年結成。映像と音楽の融合をテーマに映画音楽など幅広い活動を行っている。

## メンバー
- 古谷建志（降谷建志）
- 武田真治
- 上杉俊佑（ex.SBK）
- 吉川寛

## ディスコグラフィー

### アルバム
1. motion picture soundtrack（2005年9月21日）映画「ギミー・ヘブン」のサントラ
  1. tsumuji
  2. phobia
  3. 8mm
  4. elegy
  5. cello song
  6. morphosis
  7. nana
  8. incessant rain
  9. gray
  10. virtud
  11. brick
  12. elilis